# 呂鳳岐
吕凤岐（1837年—1895年），派名烈芝，字瑞田，号睡甜，别号石柱山农，安徽旌德人，清朝官员。

## 生平
吕凤岐是同治三年（1864年）举人，中式第三十六名。光绪三年（1877年）中进士，选翰林院庶吉士，散馆授编修，改内阁中书。后来，他历任国史馆协修，玉牒馆纂修，外放山西学政。

## 著作
- 静然斋杂著
  - 石柱山農行年錄（《静然斋杂著》内见存）

## 家庭[6]
- 蔣氏
- 继室：嚴士瑜（嚴士瑜的外祖母沈善宝（1808 - 1862）是清朝著名女诗人）[7]
- 长子：呂賢銘〔汪氏〕
- 次子：呂賢釗〔汪氏未婚守節〕
- 大女：吕湘，行名贤钟，字蕙如
- 二女：吕美荪，行名贤鈖，后改名眉孙，眉生，又易名美荪，字清扬，号仲素，别署齐州女布衣。女诗人。
- 三女：吕碧城，行名贤锡
- 四女：吕坤秀，行名贤满